# Tongwynlais
Tongwynlais är en ort och community i Storbritannien.   Den ligger i den norra delen av kommunen Cardiff och riksdelen Wales, i den södra delen av landet, 220 km väster om huvudstaden London.